# Leopold Schefer
Leopold Schefer (Muskau, Lusácia, 30 de julho de 1784 - Muskau, 13 de fevereiro de 1862) foi um poeta, novelista e compositor alemão.

## Obras
- Gedichte, 1811 (ed. Graf von Pückler-Muskau)
- Leopold Schefer's Gesänge zu dem Pianoforte, 1813 (ed. Graf von Pückler-Muskau)
- Palmerio, 1823
- Die Deportirten, 1824
- Novellen, I-V, 1825
- Die Osternacht, 1826
- Der Waldbrand, 1827
- Künstlerehe, 1828
- Kleine lyrische Werke, 1828
- Neue Novellen, 4 tomos, 1831
- Lavabecher, Novellen, 2 tomos, 1833
- Die Gräfin Ulfeld oder die vierundzwanzig Königskinder, I-II, 1834
- Laienbrevier, 2 tomos, Berlim 1834/1835
- Kleine Romane, 6 tomos, 1836
- Das große deutsche Musikfest, 1837
- Doppelsonate A-Dur zu 4 Händen; Doppelkanon zu 4 Chören; 1838
- Der Gekreuzigte oder Nichts Altes unter der Sonne, 1839
- Mahomet’s Türkische Himmelsbriefe, 1840
- Viel Sinn, viel Köpfe, 1840
- Göttliche Komödie in Rom, 1841
- Sechs Volkslieder zum Pianoforte, 1841
- Graf Promnitz. Der letzte des Hauses, 1842Leopold Schefer (Vigilien)
- Vigilien, 1843

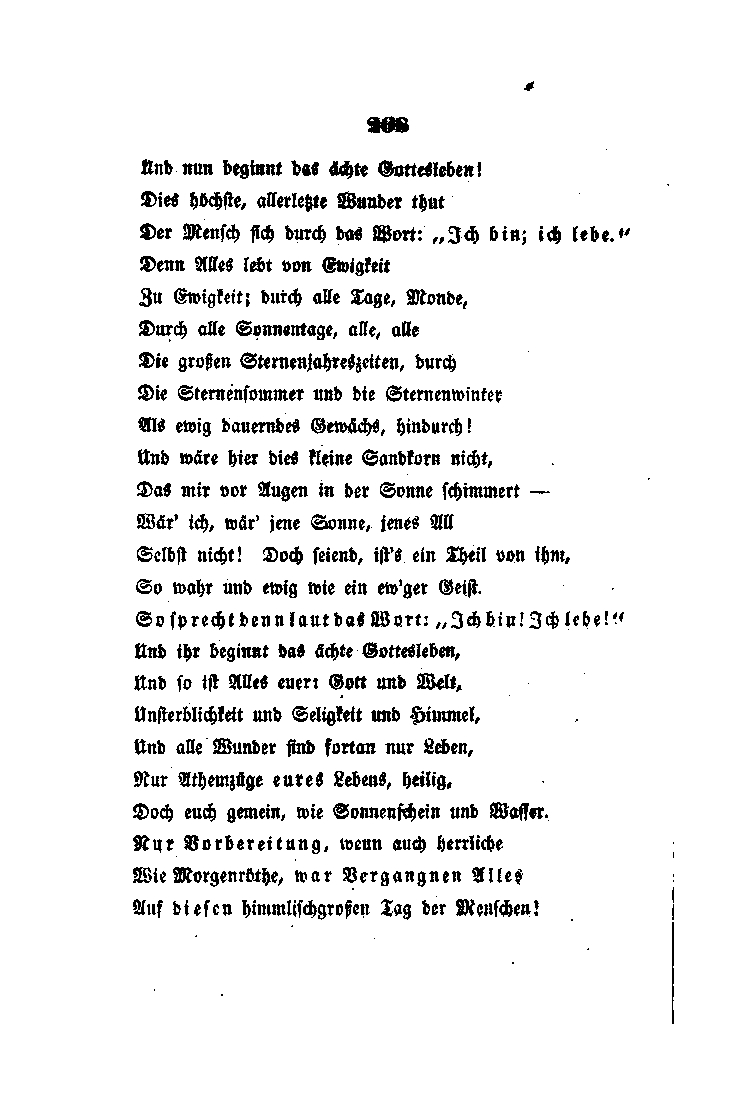
Leopold Schefer (Vigilien)

- Ausgewählte Werke, 12 tomos, Veit & Comp, Berlim 1845/46
- Weltpriester, 1846
- Génévion von Toulouse, 1846
- Gedichte, ²1846
- Achtzehn Töchter. Eine Frauen-Novelle, 1847
- Die Sibylle von Mantua, 1852
- Hafis in Hellas, (anon.: Von einem Hadschi), Campe, Hamburgo 1853
- Koran der Liebe nebst kleiner Sunna, (anon.), Hamburgo 1855
- Hausreden, 1855
- Der Hirtenknabe Nikolas, oder der Kinderkreuzzug im Jahre 1212; 1857
- Homer’s Apotheose, ed. Theodor Paur, 1858
- Für Haus und Herz. Letzte Klänge, 1867 (ed. Rudolf Gottschall)
- Buch des Lebens und der Liebe, 1877 (ed. Alfred Moschkau)
- Dreizehn Gedichte und Lieder. Zum 200. Geburtstag des Muskauer Dichters am 30. Juli 1984, ed. Bettina Clausen, Bangert & Metzler, Frankfurt am Main 1984
- Ausgewählte Lieder und Gesänge zum Pianoforte, mit einem Vorwort hgg. von Ernst-Jürgen Dreyer, G. Henle, Munique 2004
- Tagebuch einer großen Liebe. 22 Lieder von Leopold Schefer, CD, ed.  Freundeskreis Lausitzer Musiksommer e.V. KONSONANZ Musikagentur, Bautzen 2006. Labelcode LC 01135